# Cerkiew św. Michała Archanioła w Moniatyczach
Cerkiew św. Michała Archanioła – prawosławna cerkiew w Moniatyczach.

## Historia
Parafia prawosławna w Moniatyczach powstała w 1531. Po zawarciu unii brzeskiej przyjęła jej postanowienia i pozostawała unicka do likwidacji unickiej diecezji chełmskiej, gdy rosyjska administracja siłowo przyłączyła ją do eparchii warszawskiej Rosyjskiego Kościoła Prawosławnego. Już po tym wydarzeniu w Moniatyczach powstała nowa cerkiew.
W 1915 ludność prawosławna Chełmszczyzny udała się na bieżeństwo. W tym czasie całe pierwotne wyposażenie świątyni uległo zniszczeniu. Zastąpiono je następnie utensyliami z zamkniętej cerkwi w Czortowicach. Po powrocie z uchodźstwa, w 1922, cerkiew w Moniatyczach ponownie została udostępniona wiernym. Była siedzibą etatowej parafii wchodzącej w skład dekanatu hrubieszowskiego diecezji warszawsko-chełmskiej, liczącej w 1924 r. 2206 wiernych.
Budowla została rozebrana po II wojnie światowej i wywózkach ludności ukraińskiej wyznania prawosławnego z Lubelszczyzny.